# Днес
днес в Уикиречник
Тази страница е „меко“ пренасочване.